# مارکوس دنیل

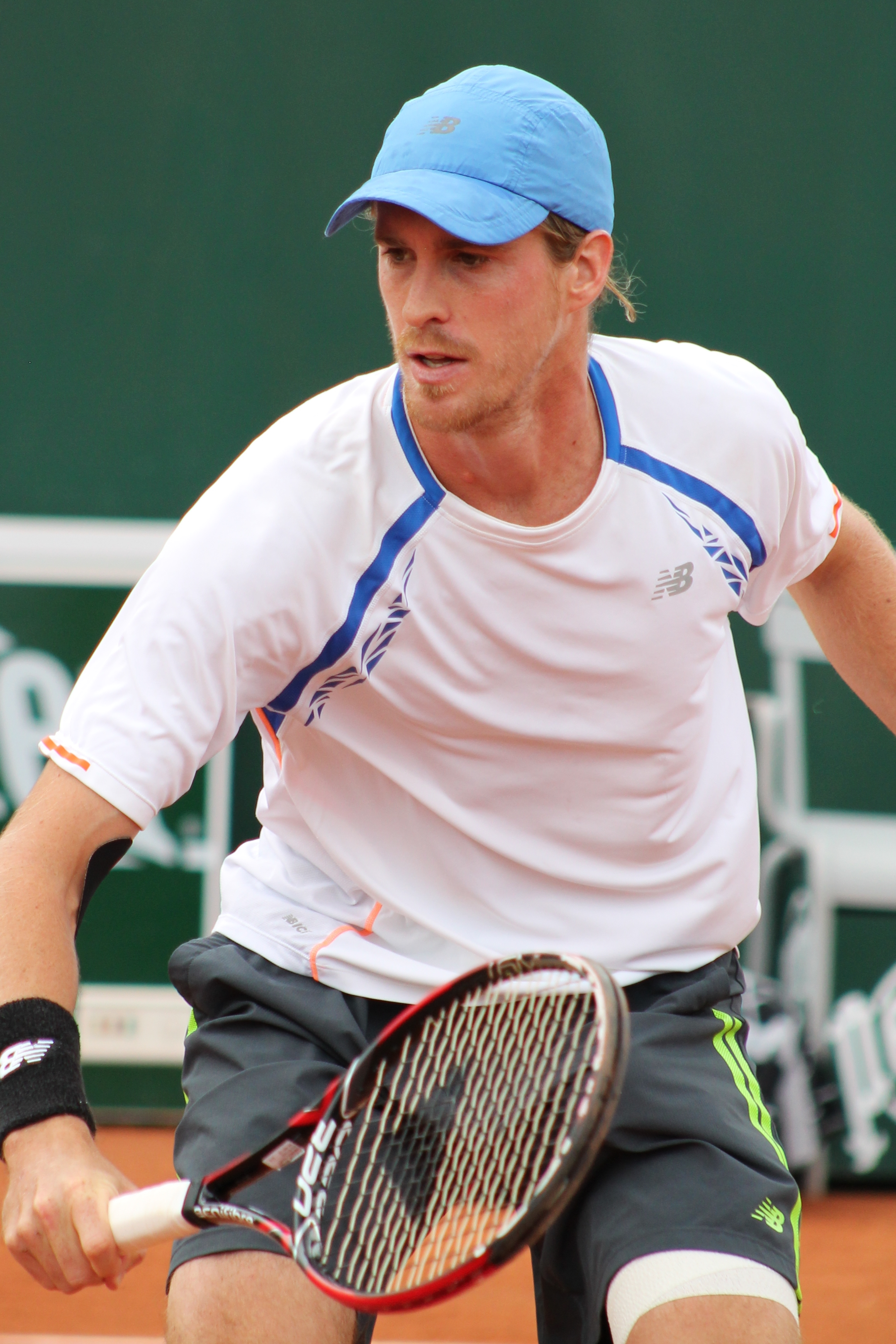
تصویر مارکوس دنیل در هنگام برگزاری مسابقه

 مارکوس دنیل (انگلیسی: Marcus Daniell؛ زاده ۹ نوامبر ۱۹۸۹) یک تنیس‌باز اهل نیوزیلند است.